# Imperadores da Vila São Miguel
GRES Imperadores da Vila São Miguel é uma escola de samba do Recife.
Escola fundada na década de 2000, em 2006 foi campeã do Grupo 2, vencendo o Grupo 1 em 2007. Em 2008, terminou o Grupo Especial na quarta colocação, à frente apenas da  GRES Criança e Adolescente, que não desfilou. Em 2009, foi quinta colocada do Grupo Especial, sendo rebaixada para o grupo 1 para 2010.
Foi vice-campeã do Grupo 2 em 2012.

## Carnavais
| Ano  | Colocação   | Grupo               | Enredo | Carnavalesco | Ref   |
| ---- | ----------- | ------------------- | ------ | ------------ | ----- |
| 2012 | Vice-campeã | Acesso              |        |              | [ 2 ] |
| 2013 |             |                     |        |              |       |
| 2014 | Campeã      | 2 terceira divisão  |        |              | [ 3 ] |
| 2015 |             | 1 (segunda divisão) |        |              |       |